# Lurleen Wallace
Lurleen Burns Wallace (nacida como Lurleen Brigham Burns; Tuscaloosa, 19 de septiembre de 1926 - Montgomery, 7 de mayo de 1968) fue una política estadounidense. Fue la 46.ª gobernadora de Alabama durante 15 meses desde enero de 1967 hasta su muerte en mayo de 1968. Fue la primera esposa del gobernador de Alabama, George Wallace, a quien sucedió como gobernadora pues la constitución de Alabama prohibía mandatos consecutivos. Fue la primera mujer gobernadora de Alabama y la única mujer gobernadora en ocupar el cargo hasta que Kay Ivey se convirtió en la segunda mujer en ocupar el cargo en 2017. También es la única mujer gobernadora en la historia de EE. UU. que ha muerto en el cargo. 

## Biografía
Lurleen Brigham Burns nació en 1926 en Tuscaloosa. Se graduó en 1942 de la escuela secundaria del condado de Tuscaloosa. Luego trabajó en una tienda de todo a 100, donde conoció a George Wallace, en ese momento miembro del Cuerpo Aéreo del Ejército de los Estados Unidos. La pareja se casó el 22 de mayo de 1943, cuando ella tenía 16 años.
Durante los siguientes veinte años, Wallace se centró en ser madre y ama de casa. Los Wallace tuvieron cuatro hijos. El descuido de George Wallace hacia su familia y las frecuentes aventuras extramatrimoniales dieron como resultado que su esposa solicitara el divorcio a fines de la década de 1950; más tarde abandonó la demanda después de que él prometiera ser un mejor marido. Según todos los informes, los dos tuvieron un matrimonio muy feliz por el resto de su vida.
Wallace asumió sus funciones como primera dama de Alabama en 1963 después de que su esposo fuera elegido gobernador para el primero de sus cuatro mandatos. Abrió al público el primer piso de la mansión del gobernador los siete días de la semana. Se negó a servir bebidas alcohólicas en funciones oficiales.

### Gobernadora de Alabama y fallecimiento
Cuando George Wallace fracasó en 1965 en lograr que se levantara la prohibición constitucional de su candidatura, ideó un plan en el que Lurleen se postularía para gobernadora mientras él continuaba ejerciendo la autoridad del cargo tras bambalinas. En las elecciones de 1966, Lurleen Wallace fue elegida como gobernadora con el 63,38% de los votos.
Aunque siguió el rumbo político de su marido respecto a la segregación racial, no permaneció del todo a su sombra. Ella inició algunos de sus propios programas, siendo el más conocido su exitosa campaña para aumentar la financiación de los hospitales psiquiátricos estatales. También aprobó una ley de patrocinio de carreteras de $160 millones y un programa para desarrollar los parques y sitios históricos de Alabama.
Enferma de cáncer uterino, Lurleen Wallace falleció el 7 de mayo de 1968, a los 41 años de edad.
En 1973, fue incluida póstumamente en el Salón de la Fama de las Mujeres de Alabama.